# Tour Gongchen

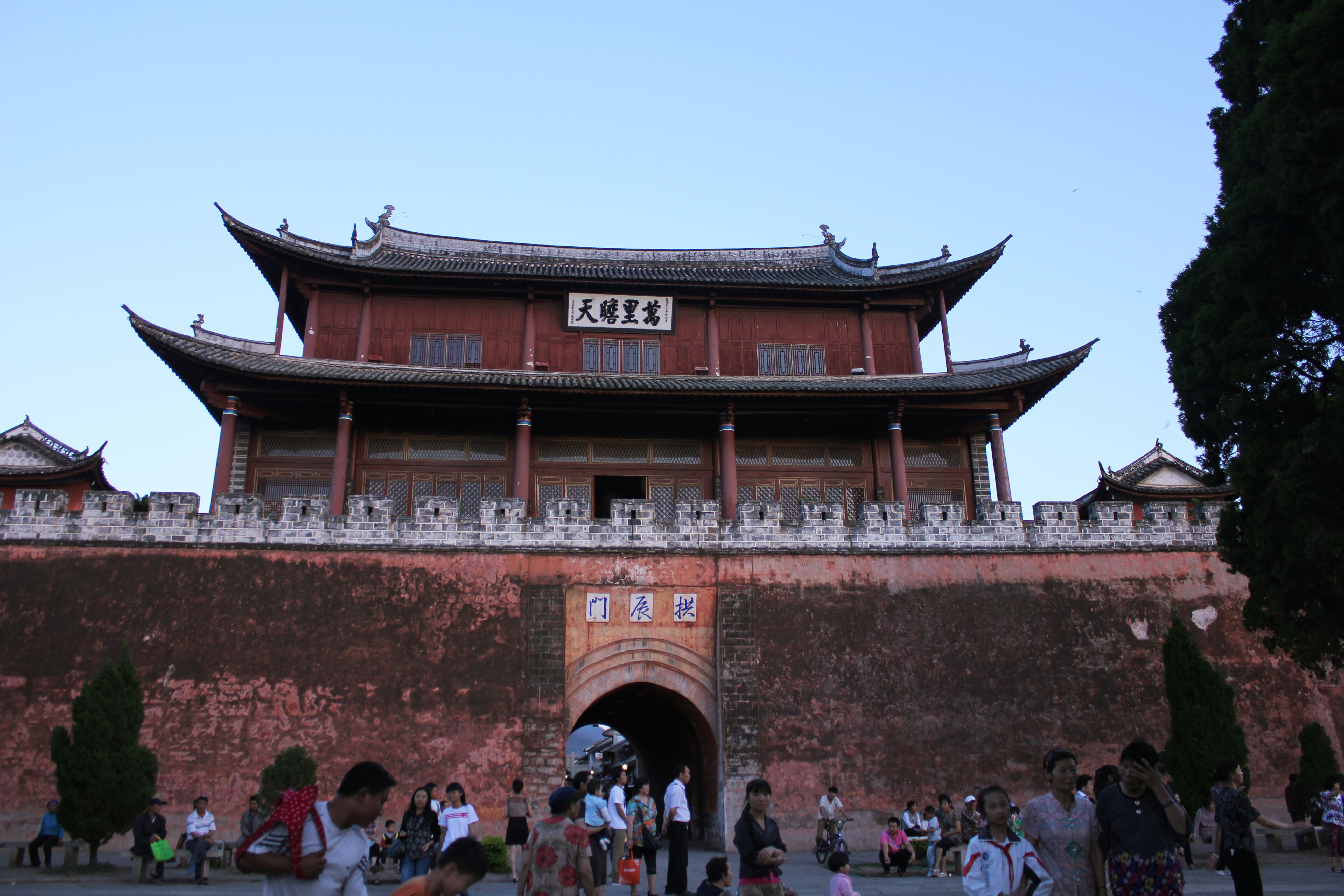
Tour Gongchen

Le Tour Gongchen  est une tour en bois du XIVe siècle, construite sur le dessus de la porte nord Gongchen de la muraille de la vieille ville de Nanzhao, le siège du district Xian autonome yi et hui de Weishan dans la province chinoise du Yunnan. C'était l'une des tours plus anciennes et les mieux préservés dans le Yunnan et un symbole de Weishan, avant qu'elle ne soit détruite par un incendie le 3 janvier 2015,,,,